# Ben Browder
Robert Benedic "Ben" Browder (Memphis, 11 de desembre de 1962) és un actor i escriptor estatunidenc, conegut principalment pels seus papers de John Crichton a Farscape i Cameron Mitchell a Stargate SG-1.

## Biografia

### Vida personal
Nascut a Memphis, Tennessee, Browder va créixer a Charlotte (Carolina del Nord). Els seus pares eren propietaris de cotxes de carreres. Va estudiar a la Furman University a Greenville (Carolina del Sud) i es va graduar en psicologia. Durant aquesta època també va ser una estrella del futbol americà universitari a l'equip del Furman Football Team. Browder va conèixer la seva dona, l'actriu Francesca Buller, mentre estudiava a la Central School of Speech and Drama de Londres.

### Carrera
Browder va aparèixer com a estrella convidada habitual a la sèrie de televisió nord-americana Party of Five (Tots Cinc) com a Sam Brody en la tercera temporada de la sèrie (1997). El 1999, Browder i Buller varen anar a viure amb els seus dos fills a Austràlia durant el rodatge de la sèrie Farscape, on Browder interpretà l'astronauta nord-americà John Crichton. La parella va tornar als Estats Units el 2003 després de la sobtada cancel·lació de Farscape.
El 2004 va aparèixer a la pel·lícula, A Killer Within, amb C. Thomas Howell i Sean Young com a co-protagonistes.
Va tornar a interpretar el paper de John Crichton en la minisèrie Farscape: The Peacekeeper Wars del canal nord-americà Sci-Fi Channel. Aquesta minisèrie va ser rodada per tancar les trames argumentals que havien quedat obertes a causa de la brusca cancel·lació de Farscape.
El novembre de 2004 apareix l'audiollibre de Interlopers, una novel·la escrita per Alan Dean Foster i narrada per Browder. El gener de 2005, Browder va donar veu al personatge de Bartholomew Aloysius "Bat" Lash en un episodi de la sèrie d'animació Justice League Unlimited titulat "The Once and Future Thing, Part 1: Weird Western Tales".
Browder va tornar a Sci-Fi Channel com a membre de l'equip de la sèrie Stargate SG-1 a partir de la novena temporada (2005). Va interpretar el paper del Coronel Cameron Mitchell, com a nou oficial en capde l'equip del SG-1.

### Premis
Browder ha guanyat dos Premis Saturn com a "Millor Actor de sèrie de Televisió" pel seu paper a Farscape.

## Filmografia

### Actor principal
| Any  | Títol                                                           | Paper                           | Suport                |
| 1978 | Duncan's World                                                  | Gates                           |                       |
| 1990 | Memphis Belle                                                   | Capità novell                   |                       |
| 1991 | Daughters of Privilege                                          | Randy                           | TV                    |
| 1991 | A Kiss Before Dying                                             | Tommy Roussell                  |                       |
| 1992 | The Boys of Twilight                                            | Tyler Clare                     | Sèrie TV              |
| 1992 | Secrets                                                         | William 'Bill' Warwick          | TV                    |
| 1995 | Big Dreams & Broken Hearts: The Dottie West Story               | Al Winters                      | TV                    |
| 1996 | Innocent Victims                                                | Gary Eastburn                   | TV                    |
| 1997 | Nevada                                                          | Shelby                          |                       |
| 1997 | Steel Chariots                                                  | D.J. Tucker                     | TV                    |
| 1997 | Bad to the Bone                                                 | Brent                           | TV                    |
| 1998 | The Sky's On Fire                                               | Racer                           | TV                    |
| 1998 | Boogie Boy                                                      | Freddie                         |                       |
| 1999 | Farscape (1999 - 2003)                                          | John Crichton                   | Sèrie TV              |
| 2002 | Farscape: The Game                                              | John Robert Crichton, Jr. (veu) | Videojoc              |
| 2004 | Behind the Camera: The Unauthorized Story of 'Charlie's Angels' | Lee Majors                      | TV                    |
| 2004 | A Killer Within                                                 | Sam Moss                        | Pel·lícula per DVD    |
| 2004 | Farscape: The Peacekeeper Wars                                  | John Crichton                   | TV                    |
| 2005 | Stargate SG-1                                                   | Coronel Cameron Mitchell        | (2005 -2007) Sèrie TV |
| 2008 | Stargate: The Ark of Truth                                      | Coronel Cameron Mitchell        | Pel·lícula per DVD    |
| 2008 | Stargate: Continuum                                             | Coronel Cameron Mitchell        | Pel·lícula per DVD    |

### Actor convidat
| Any  | Títol                                  | Paper          | Episodi                                                       |
| 1993 | Grace Under Fire                       | Eric           | 1.3 "Grace Undergraduate"                                     |
| 1994 | Melrose Place                          | Adam           | 2.25 "The Two Mrs. Mancinis"                                  |
| 1994 | Thunder Alley                          | Marcus         | 1.4 "Girls' Night Out"                                        |
| 1994 | Murder, She Wrote                      | Ollie Rudman   | 11.9 "Murder By Twos"                                         |
| 1996 | Strangers                              | Eric           | 1.3 "My Ward, My Keeper"                                      |
| 1996 | Party of Five                          | Sam Brody      | 3.9 "Gimme Shelter" through 3.12 "Desperate Measures"         |
| 1997 | Party of Five                          | Sam Brody      | 3.14 "Life's Too Short" through 3.19 "Point of No Return"     |
| 2000 | Politically Incorrect with Bill Maher  | Com ell mateix | Video Clip                                                    |
| 2001 | The Late Late Show with Craig Kilborn  | Com ell mateix | Video Clip                                                    |
| 2003 | CSI: Miami                             | Danny Maxwell  | 1.22 "Tinder Box"                                             |
| 2004 | The Late Late Show with Craig Ferguson | Com ell mateix | Video Clip                                                    |
| 2005 | Justice League Unlimited               | Bat Lash (veu) | 3.12 "The Once and Future Thing: Weird Western Tales: Part 1" |

### Escriptor
| Any  | Títol         | Descripció                           |
| 1999 | Farscape      | Episodi "El monstre dels ulls verds" |
| 1999 | Farscape      | Episodi "John Quixote"               |
| 2007 | Stargate SG-1 | Episodi "Mala Gent" (story)          |